# 山本博文
山本 博文（やまもと ひろふみ、1957年2月13日 - 2020年3月29日）は、日本の歴史学者。日本近世史専攻。東京大学大学院情報学環教授・東京大学史料編纂所教授。

## 経歴
1957年、岡山県津山市生まれ。東京大学文学部国史学専修課程で学び、1980年に卒業。東京大学大学院人文科学研究科に進み、1982年に修士課程修了した。
1982年、東京大学史料編纂所助手に採用された。1992年、学位論文『幕藩制の成立と近世の国制』を東京大学に提出して博士論文号を取得。1994年に東京大学史料編纂所助教授、2001年に同所教授に昇格。2010年からは東京大学大学院情報学環教授を兼任した。
2020年3月29日、腎盂癌のため死去。63歳没。

### 受賞
- 1992年『江戸お留守居役の日記』で日本エッセイスト・クラブ賞[4]

## 研究内容・業績
東京大学史料編纂所に勤務し、江戸時代の大名や武士をめぐる著作を多数刊行した。萩藩毛利家、江戸留守居役福間彦右衛門の活動を描いた『江戸お留守居役の日記』で第40回日本エッセイスト・クラブ賞を受賞し、同作はNHKでドラマ化もされた。歴史学者の仕事を一般に紹介した『日本史の一級史料』などの著作もある。

## 著作
著書
- 『寛永時代』吉川弘文館〈歴史学叢書〉1989
- 『幕藩制の成立と近世の国制』校倉書房 1990
- 『江戸お留守居役の日記 寛永期の萩藩邸』読売新聞社 1991
  - 講談社文庫 1994
  - 講談社学術文庫 2003
- 『江戸城の宮廷政治 熊本藩細川忠興・忠利父子の往復書状』読売新聞社 1993
  - 講談社文庫 1996
  - 講談社学術文庫 2004
  - 改題『宮廷政治 江戸城における細川家の生き残り戦略』角川新書 2021
- 『殉死の構造』弘文堂 1994
  - 講談社学術文庫 2008
- 『対馬藩江戸家老 近世日朝外交をささえた人びと』講談社選書メチエ 1995
  - 講談社学術文庫 2002
- 『サムライの掟』読売新聞社 1995
  - 中公文庫 2001
- 『鎖国と海禁の時代』校倉書房 1995
- 『江戸時代を「探検」する』文藝春秋 1996
  - 新潮文庫 2005
- 『島津義弘の賭け 秀吉と薩摩武士の格闘』読売新聞社 1997
  - 中公文庫 2001
- 『江戸を楽しむ 三田村鳶魚の世界』中央公論社 1997
  - 中公文庫 2000
- 『参勤交代』講談社現代新書 1998
- 『徳川将軍と天皇』中央公論新社 1999
  - 中公文庫 2004
- 『長崎聞役日記 幕末の情報戦争』ちくま新書 1999
- 『読み方で江戸の歴史はこう変わる』東京書籍 2000
- 『鳶魚で江戸を読む 江戸学と近世史研究』中央公論新社 2000
  - 中公文庫 2005
- 『江戸のお白州』文春新書 2000 
  - 文庫化
- 『大江戸サラリーマン学 武士の生き方に学ぶ！』PHP研究所 2001
- 『武士は禿げると隠居する』(江戸の雑学 サムライ篇) 双葉社 2001
- 『バカ殿様こそ名君主』 双葉文庫 2005
- 『加賀繁盛記 史料で読む藩主たちの攻防』日本放送出版協会 2001
  - 改題『日本一の大大名と将軍さま』グラフ社 2009
- 『学校では習わない江戸時代』 新潮文庫 2007
- 『『葉隠』の武士道 誤解された「死狂ひ」の思想』PHP新書 2001
- 『サラリーマン武士道 江戸のカネ・女・出世』講談社現代新書 2001
  - 文庫改題『江戸の金・女・出世」角川ソフィア文庫 2006
- 『鬼平と出世 旗本たちの昇進競争』講談社現代新書 2002
  - 文庫改題『旗本たちの昇進競争」角川ソフィア文庫 2007
- 『遊びをする将軍踊る大名』教育出版（江戸東京ライブラリー）2002
- 『切腹 日本人の責任の取り方』光文社新書 2003
  - 知恵の森文庫 2014
- 『武士と世間 なぜ死に急ぐのか』中公新書 2003
- 『ペリー来航歴史を動かした男たち』小学館 2003
- 『忠臣蔵のことが面白いほどわかる本−確かな史料に基づいた、最も事実に近い本当の忠臣蔵！』中経出版 2003
- 『日本人として武士道を身につける 厳しくも美しい精神を取り戻せ』中経出版 2004
  - 文庫化 2006
- 『江戸時代の国家・法・社会』校倉書房 2004
- 『徳川将軍家の結婚』文春新書 2005
- 『男の嫉妬 武士道の論理と心理』ちくま新書 2005
- 『日本史の一級史料』光文社新書 2006
- 『お殿様たちの出世 江戸幕府老中への道』新潮選書 2007
- 『将軍と大奥 江戸城の「事件と暮らし」』小学館 2007
- 『江戸人のこころ』角川選書 2007
- 『面白いほどわかる大奥のすべて』中経出版 2007
- 『大奥学事始め 女のネットワークと力』日本放送出版協会 2008
  - 文庫改題『大奥学』新潮文庫 2010
- 『教科書には出てこない江戸時代 将軍・武士たちの実像』東京書籍 2008
- 『江戸の組織人』新潮文庫 2008
- 『天下人の一級史料 秀吉文書の真実』柏書房 2009
- 『江戸の雑記帖』双葉社 2009
- 『江戸に学ぶ日本のかたち』日本放送出版協会(NHKブックス) 2009
- 『殉教 日本人は何を信仰したか』光文社新書 2009
- 『なるほど！大江戸事典 時代劇・時代小説が100倍面白くなる』集英社 2010
- 『徳川幕府の礎を築いた夫婦 お江と秀忠』グラフ社 2010
- 『東京今昔江戸散歩』中経の文庫 2011
- 『徳川将軍15代 264年の血脈と抗争』小学館101新書
  - 江戸検新書 2011
- 『日曜日の歴史学』東京堂出版 2011
  - 新潮文庫 2015
- 『武士の評判記『よしの冊子』にみる江戸役人の通信簿』新人物往来社 新人物ブックス 2011
  - 文庫改題『武士の人事評価』新人物文庫 2015
- 『知識ゼロからの大奥入門』幻冬舎 2011
- 『これが本当の「忠臣蔵」 赤穂浪士討ち入り事件の真相』小学館101新書 2012
- 『武士道のことがよくわかる本』中経出版 2012
- 『「忠臣蔵」の決算書』新潮新書 2012
- 『信長の血統』文春新書 2012
- 『続・日曜日の歴史学』東京堂出版 2013
- 『敗者の日本史 15 赤穂事件と四十六士』吉川弘文館 2013
- 『歴史をつかむ技法』新潮新書 2013
- 『武士道の名著 日本人の精神史』中公新書 2013
- 『江戸を読む技法』宝島社新書 2014
- 『知識ゼロからの忠臣蔵入門』幻冬舎 2014
- 『武士はなぜ腹を切るのか 日本人は江戸から日本人になった』幻冬舎 2015
- 『江戸「捕物帳」の世界』祥伝社新書 2015
- 『東大流 よみなおし日本史講義』PHPエディターズ・グループ 2015
  - 『［東大流］流れをつかむ すごい！日本史講義』PHP文庫 2020
- 『大江戸御家相続 家を続けることはなぜ難しいか』朝日新書 2016
- 『格差と序列の日本史』新潮新書 2016
- 『流れをつかむ日本の歴史』KADOKAWA 2016
  - 『流れをつかむ日本史』角川新書 2018
- 『江戸散歩』KADOKAWA 2016
- 『学び直し日本史人物伝 戦国編』角川文庫 2016
- 『家光は、なぜ「鎖国」をしたのか』河出文庫 2017
- 『歴史の勉強法 確かな教養を手に入れる』PHP新書 2017
- 『天皇125代と日本の歴史』光文社新書 2017
- 『東大教授の「忠臣蔵」講義』角川新書 2017
- 『武士の人事』角川新書 2018
- 『教科書には書かれていない江戸時代』東京書籍 2018
- 『知識ゼロからの天皇の日本史』幻冬舎 2019
- 『東大流 教養としての戦国・江戸講義』PHPエディターズ・グループ 2019
- 『東大教授が教える！ 超訳 戦乱図鑑』かんき出版 2019
- 『東大流「元号」でつかむ日本史』河出新書 2019
- 『東大教授がおしえる 忠臣蔵図鑑』二見書房 2019
- 『徳川秀忠』吉川弘文館〈人物叢書〉2020
- 『「関が原」の決算書』新潮新書 2020

編纂・共著
- 『新しい近世史1 国家と秩序』新人物往来社 1996
- 『島津家文書目録』東京大学史料編纂所 1999-2000
- 『歴史学事典 第9巻 法と秩序』弘文堂 2002
- 『図解 2時間でわかる 武士道のことが面白いほどわかる本：現代に生き続ける、武士の魂とは 日本人の心のDNA』中経出版 2003
- 『人事の日本史』遠山美都男・関幸彦 毎日新聞社 2005
  - 新潮文庫 2008
  - 朝日新書 2021
- 『山本博文教授の江戸学講座』逢坂剛・宮部みゆき PHP文庫 2007
  - 新潮文庫 2015
- 『消された秀吉の真実 徳川史観を越えて』堀新・曽根勇二共編 柏書房 2011
- 『「100分de名著」新渡戸稲造 武士道』NHK出版 2012
- 『図説 大奥の世界』編著 河出書房新社(ふくろうの本) 2012
- 『偽りの秀吉像を打ち壊す』堀新・曽根勇二共編 柏書房 2013
- 『戦国大名の古文書 東日本編・西日本編』堀新・曽根勇二共編 柏書房 2013
- 『日本史から学ぶ「人事」の教訓』遠山美都男・関幸彦共著 宝島社 2013
- 『NHK さかのぼり日本史 外交篇 5 江戸 外交としての"鎖国" なぜ、二百年以上の平和が可能だったのか』NHK出版 2013
- 『豊臣政権の正体』堀新・曽根勇二共編 柏書房 2014
- 『徳川家康の古文書』堀新・曽根勇二共編 柏書房 2015
- 『豊臣秀吉の古文書』堀新・曽根勇二共編 柏書房 2015
- 『元号 全247総覧』編著 悟空出版 2017
- 『時代劇を見れば、日本史の8割は理解できます。 時代劇専門チャンネル「寺子屋ゼミ」』ペリー荻野共著 徳間書店 2018
- 『ビジュアル百科 写真と図解でわかる！ 天皇〈125代〉の歴史』西東社 2018
- 『東大教授がおしえる 日本史をつかむ図鑑』二見書房 2020

翻訳
- 『新渡戸稲造「現代語訳 武士道」』ちくま新書 2010
- 『福澤諭吉幕末・維新論集 現代語訳』ちくま新書 2012

映像化された作品
- 「歴史スペシャル　江戸支社長奮戦記～荻藩・福間彦右衛門の日記～」NHK 1993年08月19日(木)午後10:00～午後10:44

出演：イッセー尾形、角野卓造
テレビ出演
- 先人たちの底力 知恵泉(2013年～、Eテレ)
- 天皇のディナー～歴史を動かした美食～ (2019年12月30日、NHK BSプレミアム[5])
- NHK高校講座　日本史(Eテレ)